# Пидмонт (Калифорния)
Вижте пояснителната страница за други значения на Пидмонт.
Пидмонт (на английски: Piedmont) е град в окръг Аламида, в района на залива на Сан Франциско, щата Калифорния, САЩ. Населението на Пидмонт е 11 378 жители (по приблизителна оценка от 2017 г.). Общата площ на Пидмонт е 4,40 кв. км (1,70 кв. мили). Пидмонт е изцяло заобиколен от град Оукланд.